# Werderstraße 157 und Ludwig-Pfau-Straße 36

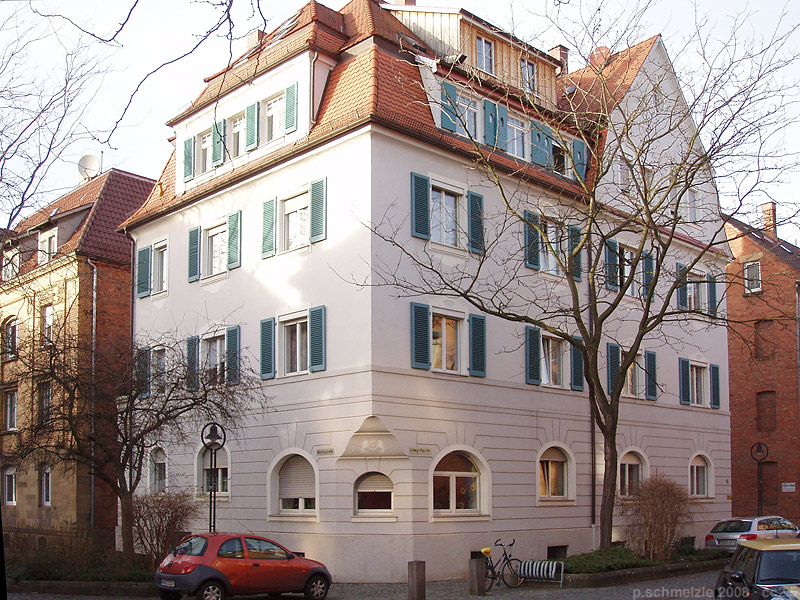
Eckhaus an der Werderstraße 157 und Ludwig-Pfau-Straße 36

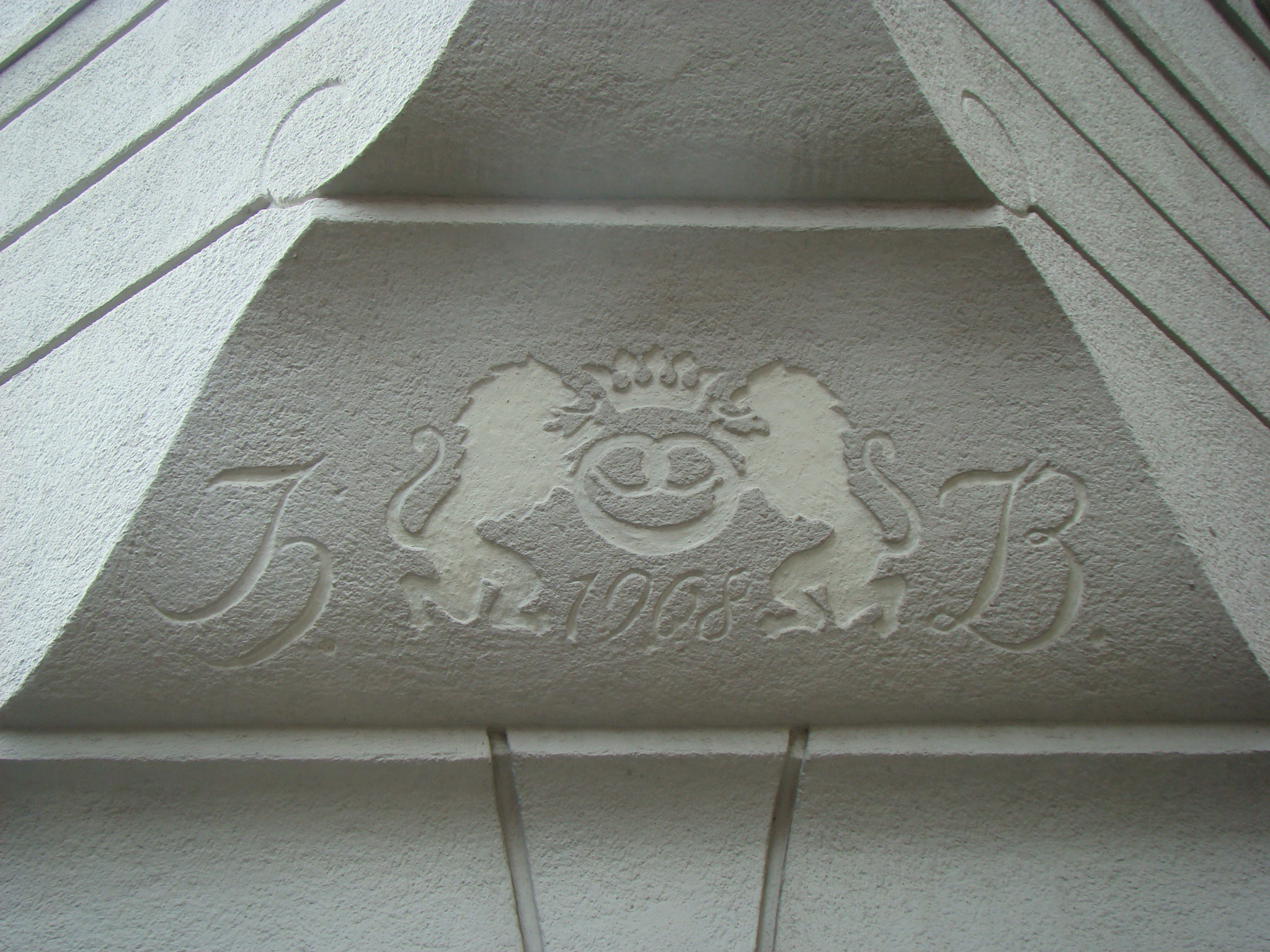
Datierung 1908

Das Doppelhaus an der Ecke Werderstraße 157 und Ludwig-Pfau-Straße 36 in Heilbronn ist ein denkmalgeschütztes Haus, das im Jahre  1907/08 für den Bäckermeister Heinrich Bezner errichtet wurde.

## Lage
Im Jahre 1873 entwarf der Stadtbaumeister Reinhard Baumeister einen neuen Stadtbauplan, der auch die Einrichtung eines neuen Arbeiterwohngebietes am Südbahnhof vorsah. Die nach dem Heilbronner Ehrenbürger und Dichter Ludwig Pfau benannte Ludwig-Pfau-Straße verläuft von Nord nach Süd und bildet gemeinsam mit der Uhlandstraße rechteckige Parzellen innerhalb des Arbeiterwohngebiets von 1873, wobei die Werderstraße die historische Mittelachse des Wohngebiets ist. In den Jahren 1977–1981 sanierte die Stadt im Rahmen der „behutsamen Erneuerung einzelner Stadtquartiere“ das historische Stadtviertel aus dem Anfang des 20. Jahrhunderts.

## Beschreibung
Das Wohnhaus ist ein dreistöckiger Putzbau, wobei bei der Dekoration der Fassade auf eine „konzentriert eingesetzte Ornamentik“ Wert gelegt wurde. So wurde die Ornamentik reduziert und auf das Erdgeschoss und die Rahmung der Fenster beschränkt.
Das Erdgeschoss ist im Stil des Barock gehalten und zeigt ebenso wie die Fensterrahmungen in den beiden Obergeschossen eine spärlich eingesetzte Ornamentik. Dort befindet sich der teilweise vermauerte und zu einem Fenster umfunktionierte ehemalige Eckeingang zu einem Geschäft.

## Geschichte
Dieses Haus hatte bei seiner Fertigstellung, wie alle anderen Häuser der Werderstraße, vor allem Zwei- bis Dreizimmerwohnungen ohne Bad, wobei das Erdgeschoss oft geschäftlich genutzt wurde. So wurde es als Bäckerei genutzt, was am ehemaligen Eingang an der in „barockisierender Formensprache“ gestaltete „Putzornamentik mit Bäckerzunftzeichen“ zu sehen ist: Es sind dort zwei stehende Löwen abgebildet, die zusammen eine bekrönte Brezel festhalten.
1950 waren beide Haushälften im Besitz der Erben von Wilhemine Bezner. Die Bäckerei im Erdgeschoss der Werderstraße 157 führte Willy Bezner. Außerdem werden in Nr. 157 drei, in Nr. 36 weitere fünf Mietparteien genannt. 1961 hatte Willy Bezner die Häuser übernommen, die Bäckerei führte aber Emil Schmid. Es gab außerdem in Nr. 157 weiterhin drei weitere Mietparteien, in Nr. 36 werden noch vier genannt.

## Kunstgeschichtliche Bedeutung
Das Wohnhaus, das von dem Architekten Adolf Braunwald entworfen wurde, ist ein Beispiel für die „barockisierende Formensprache“ im Erd- und Dachgeschoss mit „flächenbetonter Fassadengliederung“ und wurde deswegen als Kulturdenkmal unter Denkmalschutz gestellt.